# Mensonges et trahisons et plus si affinités...
Mensonges et trahisons et plus si affinités... è un film del 2004 diretto da Laurent Tirard.

## Trama
Raphaël è uno scrittore fantasma, è l'autore che si nasconde dietro le autobiografie di alcune celebrità e soffre per non essere ancora riuscito a pubblicare un suo romanzo.
Nonostante l'appoggio della fidanzata Muriel fatica a trovare la giusta motivazione per il suo ultimo lavoro, l'autobiografia di Kevin un calciatore fino a quando scopre che la fidanzata dello sportivo è Claire, un suo primo e grande amore di giuventù mai dimenticato.